# Paranimf

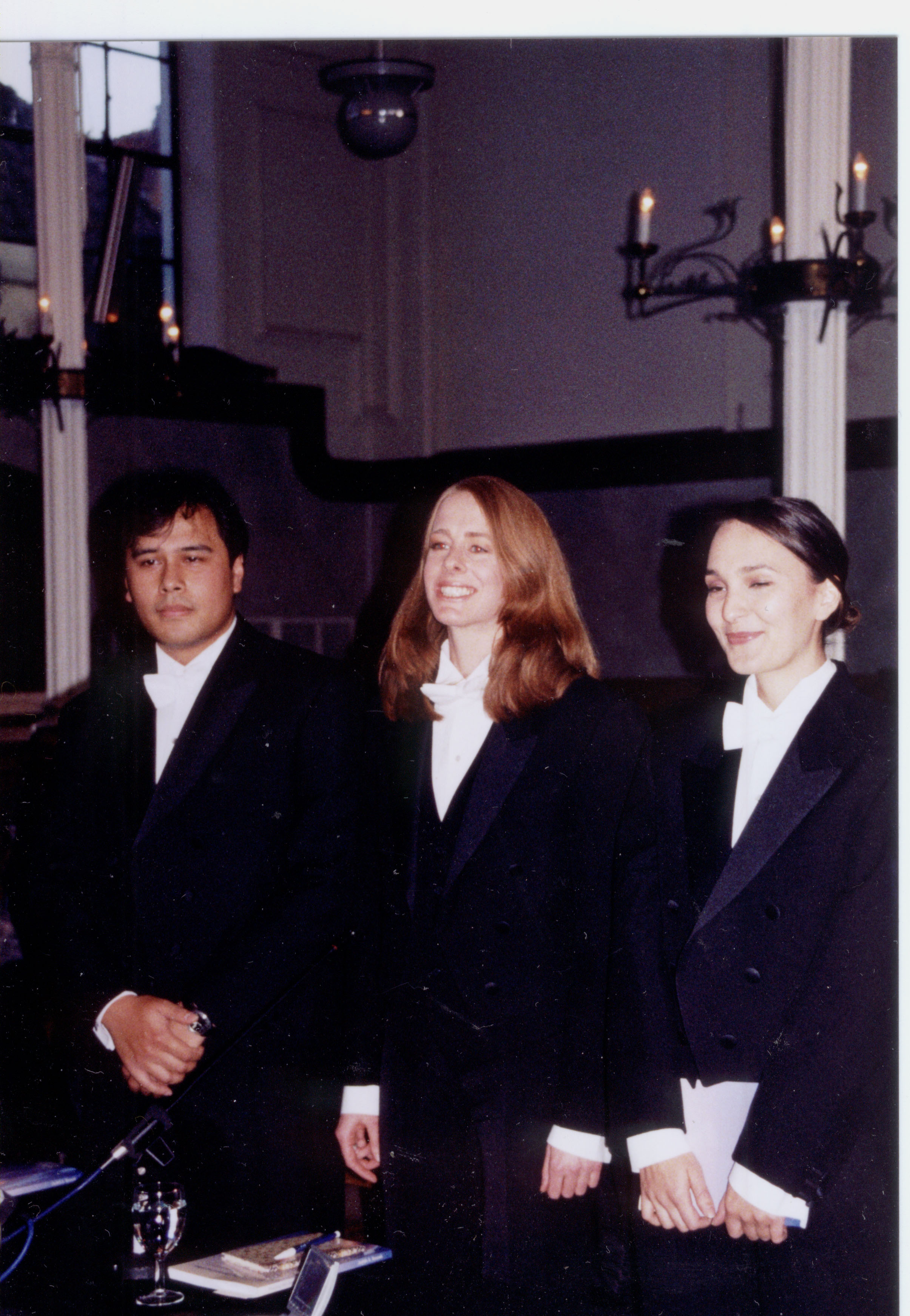
Doktorandin in den Niederlanden mit Paranimfen

Paranimfen (gr. παρα para „neben“ und νύμφη númphē „Braut“/νυμφίος  numphíos „Bräutigam“) sind (in den Niederlanden) die Begleiter eines Doktoranden (Promovenden) während der Verteidigung seiner Doktorarbeit.
Der Doktorand wird meist durch zwei Paranimfen begleitet. Sie haben vor allem eine zeremonielle Aufgabe, obwohl sie ursprünglich dazu da waren, die Doktorarbeit zu verteidigen, falls der Doktorand selbst nicht dazu in der Lage wäre (zum Beispiel wegen Krankheit oder aufgrund eines Unfalls), oder wenn der Promovend zur Beantwortung einer Frage Rücksprache halten will.
In der heutigen akademischen Praxis ist der Paranimf oft ein Familienmitglied, Freund(in) oder Studienkollege des Promovenden und muss nicht notwendigerweise über das Fachgebiet der Doktorarbeit Bescheid wissen. Es handelt sich daher um eine ehrenvolle Aufgabe, ebenso wie bei Trauzeugen. Es wird erwartet, dass sich die Paranimfen ebenso formell kleiden wie der Promovend.